# Ночь длиною в жизнь
«Ночь длиною в жизнь» — фильм режиссёра Николая Хомерики, снятый в 2010 году. Картина снята при финансовой поддержке Министерства культуры Российской Федерации.

## Сюжет
1951 год. В глухую деревню приезжает бывший фронтовой разведчик, ныне капитан МГБ Михаил Ходоров. Его задачей является произвести арест Зинаиды Семилетовой, которая в годы войны работала в немецком госпитале, а некоторое время назад убила офицера милиции Степана Лобова. Так как машина ломается, разведчик остаётся в деревне и проводит «предварительный допрос». Женщина же рассказывает за эту ночь историю своей жизни.
До войны Зинаида вместе с одноклассниками Владимиром Кузнецовым и Петром Громовым участвует в школьном драматическом кружке, которым руководит учитель немецкого языка Степан Лобов. Как оказалось, все трое были влюблены в девушку. После нападения немцев Владимир поступает в лётное училище, Степана мобилизуют, а Зина и Пётр остаются работать в госпитале для раненых. Однажды неожиданно для всех в город входят немецкие войска, а с ними и бывший учитель, ставший полицаем. По приказу оккупационных властей раненых расстреливают, а Лобов собственноручно убивает главного врача госпиталя Кацмана.
Потрясённый увиденным Пётр из отцовского револьвера стреляет в немецкого офицера, руководившего расправой, но при этом получает тяжёлое ранение. Зина извлекает пулю, однако чтобы иметь доступ к медикаментам, она по протекции Лобова устраивается в госпиталь, ставший теперь немецким. Однако Степан узнаёт, где прячется Громов, и юношу арестовывают. Однажды через город ведут колонну пленных красноармейцев, среди которых девушка узнаёт Володю Кузнецова, который пытается добежать до своей возлюбленной, однако его поражает пуля Лобова. Зину угоняют в Баварию, где она рожает сына от погибшего друга. И вот через несколько лет после окончания войны, она встречает Степана, который стал советским милиционером…

## Критика
Картина не нюхавшего войны Хомерики пытается продолжить традицию советского кино, в лучших своих произведениях воспевшего силу русской женщины, которая вынесла на своих плечах все ужасы войны.— Стас Тыркин, критик, кинообозреватель газеты «Комсомольская правда»

## В ролях
- Анастасия Веденская — Зинаида Семилетова
- Владимир Епифанцев — Михаил Александрович Ходоров, капитан МГБ
- Владимир Яглыч — Степан Лобов
- Надежда Горшкова — Маша «Информбюро»
- Сергей Баталов — Фёдор
- Сергей Кемпо — Владимир Кузнецов
- Игорь Самойлов — Пётр Громов
- Александр Казаков — водитель
- Сергей Еремеев — Менталь
- Александр Комиссаров — доктор Кацман

## Дополнительно
Исполнители главных ролей Анастасия Веденская и Владимир Епифанцев на момент съемок фильма были супругами.
Призы:
- Приз зрительских симпатий на VIII фестивале «Амурская осень», Благовещенск, 2010.[2]
- Гран-при VII Международного благотворительного кинофестиваля «Лучезарный ангел», Москва, 2010.[3]
- Фильм участвовал в программе международного кинофестиваля «Сталкер»,[4] неделе российского кино в Греции.[5]